# براندون سميث (لاعب كرة قدم أمريكية)
براندون سميث (بالإنجليزية: Brandon Smith)‏ هو لاعب كرة قدم أمريكية ولاعب كرة قدم كندية أمريكي، ولد في 21 أغسطس 1984 في أوكلاند في الولايات المتحدة.